# قائمة قلاع وحصون عمان
أخذت القلاع والحصون والأبراج والأسوار دوراً أساسياً في استقرار عمان وتوفير الحماية الأمنية للبلد، وكانت القلاع والحصون بمثابة نقاط التقاء سياسية واجتماعية ودينية قديماً. تنتشر القلاع والحصون في مختلف أرجاء السلطنة، وبسبب الموقع الجغرافي لمحافظة مسقط فقد كانت القلاع فيها أكثر من الحصون والأبراج والأسوار.

## القلاع
| القلعة        | البناء                   | الموقع        | الحالة            | الصورة | الوصف | الأحداثيات                                            |
| ------------- | ------------------------ | ------------- | ----------------- | ------ | --- | ----------------------------------------------------- |
| قلعة الجلالي  | 1586م                    | مسقط          | سليم              |        | قلعة الجلالي قلعة مُطلة على بحر عُمان وتعرف ايضاً بـالقلعة الشرقية، وتعتبر من أشهر القلاع العُمانية، ويرجع سَبب تسميتها بجلال بمعنى الجمال الفائق، كما يرجع الاخرون إلى اللفظ الفارسي "جلال شاه" أسم أحد قادة الفرس، وتتألف القلعة من برجين يَصل بينهما سور تتخلله فتحات كانت تستخدم للمدافع، وكان البناء معزولاً تماماً حيث لا يمكن الوصول إلية من الواجهة الصخرية، لكن ثَمة جَسر صَغير ودرج ينتهي عند أحد المعاقل للخروج الآمن. | 23°37′00″N 58°35′51″E / 23.616604°N 58.597614°E       |
| قلعة الميراني | 1588م                    | مسقط          | سليم              |        | قلعة الميراني تَقع القلعة في مسقط مُطلقة على بحر عمان وتعرف ايضاً بأسم القلعة الغربية فهي مُطلة على تلة صَخرية عالية في آخر السور الغربي، ويتم الصعود اليها عبر درج مَنحوت في الصخور، ويرجع البعض إلى تسمية القلعة ب"ميرانتي" هي كلمة بُرتغالية تعني "الأميرال" كما يرجع الأخرون إلى كلمة "ميران شاه" وهو أحد قادة الفرس، بنيت قلعة الميراني بشكل برج كبير قبل قدوم البرتغاليين إلى عمان، وفي عام 1588م أعاد البرتغاليون بناء القلعة وذلك على أنقاض المبنى القديم وأضافوا لها منصات للمدافع ومخازن وسكنا للقائد ومكانا للعبادة، وتم توسيع القلعة وإيصالها إلى حجمها الحالي. | 23°37′02″N 58°35′35″E / 23.617222°N 58.593056°E       |
| قلعة بهلا     | الألف الثالث قبل الميلاد | ولاية بهلا    | سَليم              |        | قلعة بهلا أو قلعة بهلاء تَقع في محافظة الداخلية، وقد تَم إدراجها ضمن موقع التراث العالمي منذ عام 1987، وتعد من أقدم وأكبر القلاع العُمانية، وكانت تضم واحة بهلاء بأسواقها التقليدية وحاراتها القديمة ومساجدها الآثرية وسورها الذي يبلغ طوله ما يقارب 13 كم ويعود تاريخ بناءه إلى فترة ما قبل الإسلام، اما قلعة بهلاء فيعود تاريخها إلى الألف الثالث قبل الميلاد، وكان سور بهلاء يحتوي على فتحات إطلاق النار وبيوت للحراس، مما يُعتقد أنه قَد صُمم لأغراض الدفاع. | 22°58′00″N 57°18′00″E / 22.966667°N 57.3°E            |
| قلعة الفيقين  | 1617م                    | ولاية منح     | سليم              |        | قلعة الفيقين تَقع في ولاية منح وتتكون القلعة من أربعة أدوار، تَنقسم إلى جزأين شمالي وجنوبي البرج ويعلوها برجان رئيسيان للمراقبة والأستطلاع وتحتوي على مجموعة من الغرف منها للسكن والمخازن الخاصة بالمؤن والمواد الغذائية ومنها للحكم والبرزة والجند كما يوجد بالقلعة بئر يمكن سَحب المياة منه من الطوابق العلوية من خلال فتحتات عبر السقوف والقلعة استحكامات دفاعية قوية وفتحات لصب الزيت والعسل المغلي عند هجوم الأعداء على القلعة إلى جانب فتحات تخرج منها فوهات المدافع والبنادق عند إطلاق النار. وتَقع في وسط قرية الفيقين وتتميز بتصميمها المعماري الفريد. | 22°48′05″N 57°36′30″E / 22.801525°N 57.608354°E       |
| قلعة مطرح     | غير معروف                | ولاية مطرح    | يَجري أعادة تأهيله |        | قلعة مَطرح هي أحد القلاع التي تَقع على قَمة هَضبة صَخرية ضَيقة، وتبدو القلعة وكأنها كانت الممر الوحيد الذي يصل بين مَطرح ومَسقط وتتكون حالياً من ثلاثة أبراج دائرية أحدها برج كبير على القمة والأثنان الأخران أصغر جماً ويقع أحدهما عند أول نقطة في الغرب أما البرج الآخر والذي لا يزال يحتوي على أحد المدافع القديمة، يَقع ناحية الشمال من القلعة بالقرب من البرج الكبير، ويتم العمل على إعادة تأهيل القلعة سياحياً. | 23°37′14″N 58°34′02″E / 23.6205066°N 58.567089°E      |
| قلعة نخل      | 1500 سنة قبل الإسلام     | ولاية نخل     | سَليم              |        | قلعة نخل هي واحدة من أبرز المعالم التاريخية بالسلطنة التي أستمدت أسمها من أسم الولاية نفسها، ولقد مر على القلعة الكثير من السلاطيين والملوك ولقد أهتمو بها ورمموها بين الحين والأخر،،يعود تاريخ بناء قلعة نخل إلى عهد ما قبل الإسلام وتم تجديدها في القرنين الثالث والعاشر الهجري خلال فترة حكم أئمة بني خروص واليعاربة، أما الباب الخارجي وسور القلعة وأبراجها فقد بنين في عهد الإمام سعيد بن سلطان عام 1834م. وتتوسط القلعة بساتين النخيل في ولاية نخل، والقلعة كانت عباره عن بناء مُحصن يرتفع فوق ربوة صخرية عند قاعدة جبل نخل في شمال شرق الجبل الأخضر، وتبعد القلعة 120 كيلو متراً عن العاصمة مَسقط، والمميز في بناءه بأنه مُخطط على شكل صخره غير مُنتظمة الشكل ونجد بعض اجزاء الصخرة ترتفع مع أرتفاع البناء ويمكن ملاحظة ذلك في بعض الأبراج وعلى وجه الخصوص في الجانب الغربي من القلعة. | 23°23′42″N 57°49′44″E / 23.395°N 57.829°E             |
| قلعة نزوى     | 1649م                    | ولاية نزوى    | سَليم              |        | قلعة نزوى وتعتبر من أقدم القلاع العُمانية، وتَقع في ولاية نزوى، وأن لشكلها شكل مُثير حيث تَنفرد بشكلها الدائري الضخم، ويصل ارتفاعها إلى 24 متراً وقطرها الخارجي إلى 43 متر والقطر الداخلي إلى 36 متر، بها سبعة آبار وفتحات متعددة لمرابطة المقاتلين المدافعين عن القلعة، بناها الإمام سلطان بن سيف اليعربي في منتصف القرن السابع عشر الميلادي وهو الإمام الذي طرد البرتغاليين من عمان وترتبط القلعة بحصن ذي ممرات معقدة وقد أستغرق بناء القلعة 12 عاماً، ويوجد بالقرب من مبنى القلعة والحصن سوق نزوى التقليدي الذي أشتهر بصناعاته الحرفية. | 22°56′00″N 57°31′49″E / 22.933333°N 57.530278°E       |
| قلعة الرستاق  | 1250م                    | ولاية الرستاق | سَليم              |        | قلعة الرستاق هي أحد القلاع العُمانية وتَقع في ولاية الرستاق وترجع نشأة القلعة إلى عام 1250م، أما القلعة بشكلها الحالي فيعود بناؤها إلى القرن السادس عشر الميلادي في عهد اليعاربة، وهي تتكون من طابقين إضافة إلى الطابق الأرضي، بها مساكن ومخازن للأسلحة وغرف أستقبال وبوابات ومساجد وسجن وآبار مياة وفي قلعة الرستاق أربعة أبراج هي :البرج الأحمر، برج الريح، برج الشياطين، البرج الحديث. | 23°23′32″N 57°25′44″E / 23.392137957°N 57.428903317°E |
| قلعة صحار     | غير معروف                | ولاية صحار    | سَليم              |        | قلعة صحار تعد من أهم القلاع في ولاية صحار نظراً لموقعها المتميز ودورها الكبير الذي لعبته طووال القرون الماضية، ويرجع تاريخ بنائها إلى نهاية القرن الثالث عشر وبداية القرن الرابع عشر الميلادي، حيث توضح الحفريات الآثرية المكتشفة حول القلعة بأن بناءها يرجع إلى القرن الرابع عشر الميلادي، تعتبر قلعة صحار أحد المعالم التاريخية البارزة، في عام 1993 تم تحويلها إلى مُتحف يتناول آثار عُمان. | 24°21′44″N 56°45′01″E / 24.362306356°N 56.750404719°E |

## الحصون
| الحصن               | البناء                                | الموقع                          | الحالة              | الصورة           | الوصف | الإحداثيات                                       |  |
| ------------------- | ------------------------------------- | ------------------------------- | ------------------- | ---------------- | --- | ------------------------------------------------ |  |
| حصن الأسود          | 1564م                                 | ولاية عبري                      | سليم                | لا توجد صورة حرّة | حصن الأسود أو حصن مقنيات هو حصن منيع مرتفع يضم أربعة أبراج ويقع في وادي مقنيات بولاية عبري بسلطنة عمان، بني عام 1564م، يضم الحصن أربعة أبراج هي برج الريح وهو برج المراقبة وبرج المطامر ويسمى أيضاً بالصباح وكذلك برج السليمن أو برج السليمان. وتشتهر المنطقة المجاورة للحصن بخصوبة الأرض ووفرة المياه ويقع بجانبه وادي مقنيات المعروف بقوته عند نزوله من الجبل الأخضر الجبل الأخضر (عمان). |                                                  |  |
| حصن بركاء           | القرن السابع عشر الميلادي             | ولاية بركاء                     | سليم                |                  | حصن بركاء تقع وسط ولاية بركاء بمنطقة السوق وتبعد عن شاطئ خليج عُمان بساحل الباطنة ما لا يقل عن 1 كم، يبرز الحصن كبرج ثماني الزوايا وفي مؤخرة الحصن يوجد برجي مراقبة أعيد ترميمهما وقد كانا يشكلان قديماً جزءاً من سور المدينة الدفاعي. |                                                  |  |
| حصن البلاد          | 1834م                                 | ولاية بخا                       | سليم                | لا توجد صورة حرّة | حصن البلاد يقع بولاية بخا بمحافظة مسندم في سلطنة عُمان، بني على يد سليمان بن محمد آل مالك الشحي وبهذا الحصن خندق لحمايته وهو عريض من ثلاثة جهات، يمتاز الحصن ببرجه الذي يقع في زاويته الجنوبية الغربية وبداخل الحصن عدة تقسيمات داخلية كان قد صُمم جزءاً منها للعمل، وجزءاً آخر للسكن. |                                                  |  |
| حصن بلاد صور        | غير معروف                             | ولاية صور                       | سليم                |                  | حصن بلاد صور هو حصن يقع شرق ولاية صور بعمان، يحيط الحصن مساحات خضراء من نخيل وبساتين. بني الحصن بعيداً عن البحر للحماية ضد القبائل الغازية من الداخل. ويمثل الحصن جزءاً من شبكة دفاعية تضم في الأصل خمسة حصون وأبراج، كان الحصن سابقاً مقراً للوالي ومكاناً للاحتفال بالأعياد والمناسبات، ويحتوي أربعة أبراج هي برج الخندق وبرج جعلان وبرج السوق أما البرج الرابع فهو باختلاف تلك الأبراج الثلاثة أي يتكون من طابقين، يكشف الطابق الأول على خارج الحصن ومن جميع الجهات ويرتفع سور الحصن 6 أمتار. | 22°33′14″N 59°29′17″E / 22.5538981°N 59.488074°E |  |
| حصن بيت الند        | ما قبل القرن الثامن عشر الميلادي      | ولاية محضة                      | سليم                | لا توجد صورة حرّة | حصن بيت الند هو أحد حصون ولاية محضة بعمان وهو أكبر حصون ولاية محضة وأقدمها، يرجح البعض تاريخه إلى أكثر من مائتي سنة، ويتميز ببنائه الهندسي على الطراز الهندي. | 24°24′00″N 55°58′41″E / 24.4°N 55.97804°E        |  |
| حصن جبرين           |                                       | ولاية بهلاء                     | سليم                |                  | |                                                  |  |
| حصن جبل الشحشاح     |                                       |                                 |                     |                  | |                                                  |  |
| حصن جعلان بني بوحسن | القرن الثالث الهجري / التاسع الميلادي |                                 | سليم                |                  | يقع الحصن في قلب المدينة وتحديدًا في حلة المحيول من ولاية جعلان بني بوحسن في محافظة جنوب الشرقية بسلطنة عُمان، وعبارة عن بناء دائري بطابقين له ثلاثة أبراج وفناء واسع يحيط به سور ذو بوابتين الأولى جهة الشرق والثانية جهة الغرب وهي التي يلج منها الزائر للحصن. شيد الحصن في القرن الثالث الهجري /التاسع الميلادي إبان حكم الإمام المهنا بن جيفر وأعيد بنائه في القرن الثالث عشر الهجري /التاسع عشر الميلادي إبان حكم السيد سعيد بن سلطان وقد رممته وزارة التراث والثقافة سنة 1992م. | N 22.08930 E 59.27865                            |  |
| حصن الحزم           |                                       |                                 |                     |                  | |                                                  |  |
| حصن الحلة           |                                       |                                 |                     |                  | |                                                  |  |
| حصن خصب             | القرن السابع عشر                      | ولاية خصب                       | سليم                |                  | حصن خصب بناه البرتعاليون على على أطلال قلعة قديمة كان العمانيون قد بنوها من قبل، ودخل حصن خصب التاريخ لأول مرة عندما قام قائد الأسطول البحري البرتغالي الأدميرال روي فريري اندريه باستخدامه كقاعدة عسكرية أثناء محاولته استعادة هرمز عام 1624م، بيد أن محاولته باءت بالفشل، وأُجبر البرتغاليون بعدها على مغادرة المنطقة |                                                  |  |
| حصن الخندق          |                                       |                                 |                     |                  | |                                                  |  |
| حصن الدريز          |                                       |                                 |                     |                  | |                                                  |  |
| حصن رأس الحد        |                                       |                                 |                     |                  | |                                                  |  |
| حصن سدح             |                                       |                                 |                     |                  | |                                                  |  |
| حصن السنيسلة        |                                       |                                 |                     |                  | |                                                  |  |
| حصن السويق          |                                       |                                 |                     |                  | |                                                  |  |
| حصن طاقة            |                                       |                                 |                     |                  | |                                                  |  |
| حصن عبري            |                                       |                                 |                     |                  | |                                                  |  |
| حصن الغبي           |                                       |                                 |                     |                  | |                                                  |  |
| حصن القابل          |                                       |                                 |                     |                  | |                                                  |  |
| حصن قريات           |                                       |                                 |                     |                  | |                                                  |  |
| حصن مرباط           |                                       |                                 |                     |                  | |                                                  |  |
| حصن المضيبي         |                                       |                                 |                     |                  | |                                                  |  |
| حصن مطرح            |                                       |                                 |                     |                  | |                                                  |  |
| حصن المنترب         |                                       |                                 |                     |                  | |                                                  |  |
| حصن بيت العسكري     | نهايات القرن التاسع عشر الميلادي      | فليج المفاهيم، جعلان بني بو حسن | مندثر متبقي الإنقاذ |                  | حصن عبد الله العسكري أو بيت عبد الله العسكري ، هو عبارة عن منزل محصن يقع في منطقه فلج المفاهية بولاية جعلان بني بو حسن، وقد قام ببناءه عبد الله بن سعيد بن عبد الله الحنشي والذي يعرف بعبد الله العسكري الحنشي. والمنزل بني في تله مرتفعه تحيطها من الجهة الشرقية والشرقية الجنوبية مزارع المنطقة. للمنزل بوابتين شمالية وجنوبية وبه مجلسين أحداهما داخل سور المنزل به برج للمراقبة والأخر بني من السعف في خارج سور المنزل. وبه العديد من الغرف ومزرعة في جانبه الشرقي يتم الوصول لها من خلال درج. يقدر بناء المنزل بين عامي ١٨٨٥ و١٩٠٠ م . والجدير بالذكر بأن منطقة فلج الفاهية في تلك الفترة تحتوي على مبنيين محصنين أحداهما منزل عبد الله العسكري والأخر حصن فلج المفاهية. |                                                  |  |
| قلعة الجوابر        | القرن السابع عشر                      | ولاية المضيبي قرية الروضة       | سليم                |                  | قلعة الجوابر تعتبر درة المواقع الأثرية في قرية الروضة لما تتمتع به من تصميم البناء وشموخ المكان والاطلالة على مناظر خلابة وسط البساتين وعلى ضفاف الوادي الشرقي، قد شيدت هذه القلعة بجهود الأهالي عامة لتكون لهم حصن منيع ضد هجمات الأعداء والمتربصين، ولم يؤرخ تاريخ بناءها لذلك لا يعلم متى بنيت بالضبط، تقع “قلعة الجوابر “ببلدة الروضة في سمد الشأن في ولاية المضيبي بمحافظة شمال الشرقية، فوق تلة جبلية، تم تشييدها بهدف الدفاع عن البلدة وتوفير الحماية من خلال أعمال المراقبة والرصد، وعلى مدخل الحصن مدفع قديم يطلق عليه السكان المحليون اسم " مكتوم " وذلك تيمناً بأنه يكتم انفاس العدو وكان يطلق في المناسبات الدينية مثل الأعياد ودخول شهر رمضان . وقلعة الجوابر ( حصن الروضة) هي عبارة عن تحصين دفاعيّ، تصل مساحته الإجمالية إلى 326مترا، حيث يبلغ طوله 24مترا ويصل عرضه إلى 14 مترا، يتكون مبنى الحصن من غرف استقبال الضيوف “السبلة” ومخزن وغرفة للنساء ومطبخ وقاعة رئيسية يتم النفاذ إليها عن طريق مدخل معقود، يؤدي مباشرة إلى قاعة مستطيلة الشكل، تخترق جدرانها روازن مرفقة وتخترقها جملة من المرامي، كما تحلي جدرانها جملة من الزخارف الجصية قامت الحكومة بعملية الترميم عام 1989. |                                                  |  |

## وصلات خارجية
- القلاع والحصون من موقع وزارة الإعلام العمانية.
- علم الآثار في سلطنة عمان